# Edwin Schlossberg
Edwin Arthur Schlossberg (Nueva York; 19 de julio de 1945) es un diseñador, artista y autor estadounidense. Pionero y líder de las instalaciones interactivas para museos, es el fundador y diseñador principal de ESI Design, una firma multidisciplinaria especializada en entornos interactivos para el aprendizaje por descubrimiento y la comunicación. Autor de once libros, entre ellos Interactive Excellence: Defining and Developing New Standards for the Twenty-first Century , las obras de arte de Schlossberg también han aparecido en exposiciones individuales y colecciones de museos en los Estados Unidos y en todo el mundo.
Nacido y criado en la ciudad de Nueva York, Schlossberg obtuvo un doctorado en Ciencias y Literatura de la Universidad de Columbia y también ha impartido conferencias en Columbia y en la Escuela de Diseño de Rhode Island. Llamado el "Gran Maestro de la Interactividad" por Los Angeles Times, ganó la Medalla de Honor del Club Nacional de las Artes en 2004 y, en 2011, fue designado por el 44º presidente de los Estados Unidos, Barack Obama, para la Comisión de Bellas Artes de los Estados Unidos, cargo que ocupó hasta 2013.

## Primeros años y educación
Edwin Arthur Schlossberg nació el 19 de julio de 1945 en la ciudad de Nueva York, hijo de Alfred Schlossberg y Mae Hirsch, y creció en una extensa familia judía ortodoxa. Cuatro de sus bisabuelos eran inmigrantes de Ellis Island que nacieron a 50 millas uno de otro en las cercanías de Poltava, Ucrania. Su padre fue fundador y presidente de una empresa manufacturera de textiles y también fue presidente de la Sinagoga Park East en el Upper East Side de Nueva York, donde Schlossberg estudió hebreo y celebró su Bar Mitzvah.
Schlossberg se graduó en la Escuela Birch Wathen de Manhattan y luego realizó sus estudios de pregrado y posgrado en la Universidad de Columbia, donde finalmente obtuvo un doctorado en Ciencias y Literatura en 1971. Su tesis, que luego se publicó como libro, fue una conversación imaginaria entre Albert Einstein y Samuel Beckett, una idea que Schlossberg concibió mientras dormía una siesta en la biblioteca de filosofía de Columbia. Uno de sus asesores en Columbia fue el matemático y filósofo Jacob Bronowski, y también fue mentor del futurista Buckminster Fuller.

## Carrera
Schlossberg se desarrolló como artista durante la década de 1960 en Nueva York. Su estilo ha sido descrito como el uso de palabras e imágenes, a través de medios no convencionales, para crear poesía visual en su arte. La revista Wired lo ha destacado como un "líder en diseño interactivo", y varias publicaciones también lo han llamado un hombre del Renacimiento, un intelectual todoterreno y el gran maestro de la interactividad.
En una entrevista con Nature en 2009, Schlossberg afirmó: "Si pones un balde de agua delante de un niño—de 2, 5 o incluso 8 años—jugará con él para siempre. Aprenden mucho porque pueden crear una variedad de experiencias a medida que integran sus mundos sensoriales y físicos. “Intento diseñar así”.

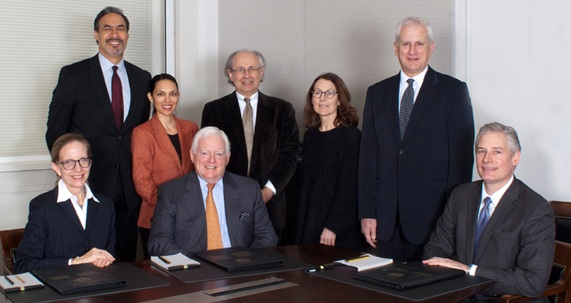
Schlossberg (segundo desde la derecha) con sus compañeros en la Comisión de Bellas Artes de Estados Unidos, febrero de 2013

La primera incursión de Schlossberg en el diseño interactivo se produjo en 1977, cuando fue contratado para desarrollar exhibiciones para el Museo de Niños de Brooklyn. Ese mismo año fundó ESI Design. Como diseñador principal de su firma con sede en la Quinta Avenida de la ciudad de Nueva York, ha creado espacios comerciales y corporativos, centros de ventas e innovación, museos, instalaciones de medios digitales y entornos de juegos multijugador para una variedad de corporaciones, marcas e instituciones culturales, entre las que se incluyen: Ellis Island – American Family Immigration History Center, Playa Vista, Pope John Paul II Cultural Center, eBay, PNC Bank, Terrell Place en Washington D. C., Barclays Center Media Experience en Brooklyn, Best Buy Concept Stores, Edward M. Kennedy Institute para el Senado de los Estados Unidos,Reuters Spectacular en 3 Times Square, Sony Plaza y Sony Wonder Technology Lab, instalación Time Warner Home to the Future, World Financial Center Breezeway Media Walls, World Trade Center y los quioscos de información del World Financial Center.
Schlossberg es autor de once libros y también ha dado conferencias en Columbia, la Escuela de Artes Visuales y la Escuela de Diseño de Rhode Island. Sus obras de arte también han aparecido en exposiciones individuales y colecciones de museos en los Estados Unidos y en todo el mundo.
En 2004, ganó la Medalla de Honor del Club Nacional de Artes, y en 2011, fue designado por el 44º presidente de los EE. UU., Barack Obama, miembro de la Comisión de Bellas Artes de los EE. UU., cargo que ocupó hasta 2013.  Fue nombrado miembro de la Sociedad de Diseño Gráfico Experiencial en 2020.

## Vida personal

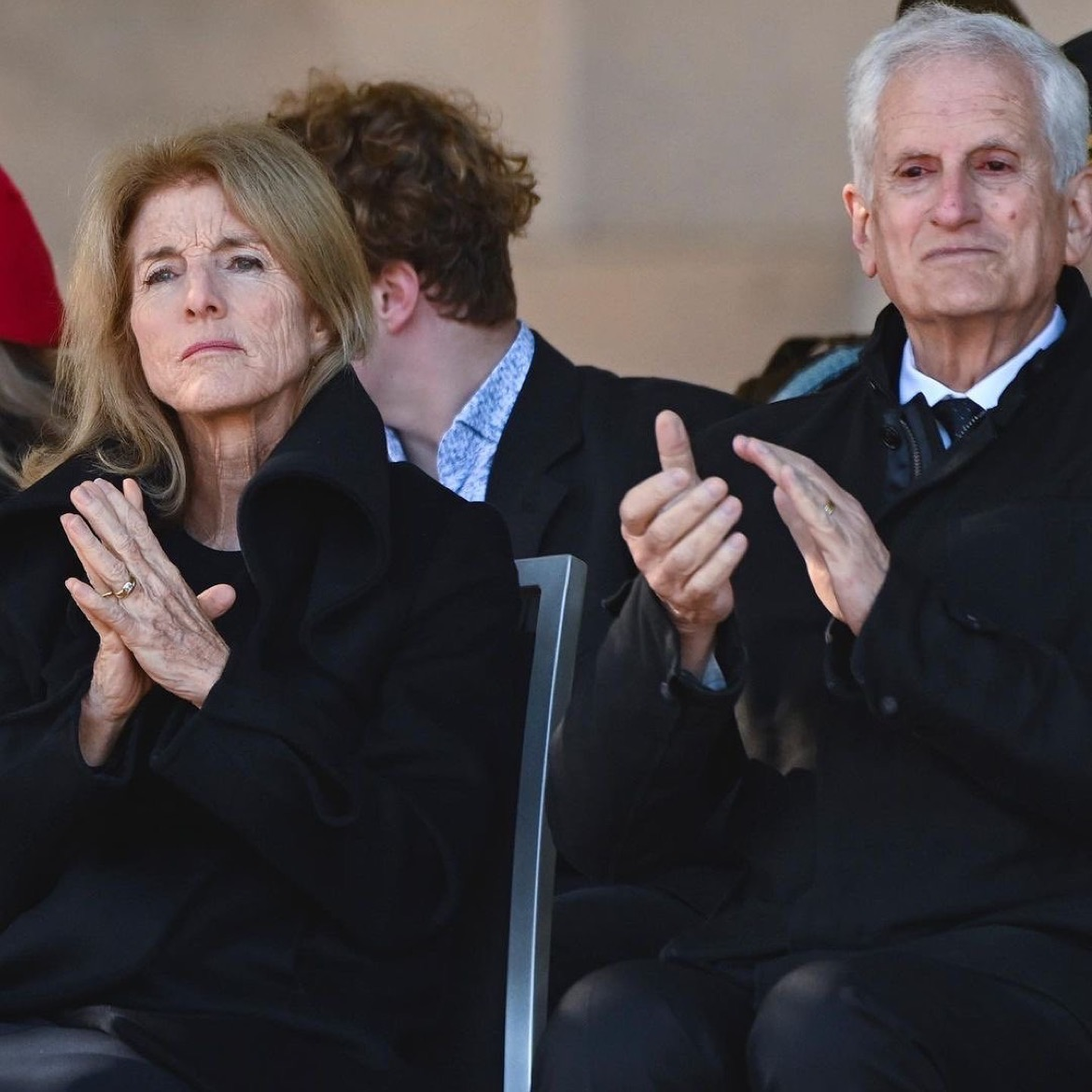
Schlossberg con su esposa Caroline Kennedy en Canberra en abril de 2023

Schlossberg se casó con Caroline Kennedy, hija de John F. Kennedy y Jacqueline Kennedy Onassis, en una ceremonia católica en la Iglesia de Nuestra Señora de la Victoria en Centerville, Massachusetts, el 19 de julio de 1986, su 41.º cumpleaños. Se conocieron mientras ambos trabajaban en el Museo Metropolitano de Arte. Tienen tres hijos, todos nacidos en Nueva York: Rose (n. 1988), Tatiana Celia (n. 1990), y John Bouvier "Jack" (n. 1993).